# محكمة المراجعة التاريخية
محكمة المراجعة التاريخية (التي تسمى أحيانًا محكمة الاستئناف والمراجعة التاريخيةهي محكمة صورية في سان فرانسيسكو، كاليفورنيا. وقد عقدت على فترات غير منتظمة على مدى عدة عقود من أجل البت في مسائل من الفضول التاريخي. حكم المحكمة هو حكم رمزي بحت وليس لديها سلطة قانونية أو أكاديمية. وقد ترأس المحكمة عدد من القضاة المتقاعدين أو الفعليين، ومنهم القاضي دانيال هانلون قاضي المحكمة الجزئية الأمريكية وقاضي محكمة بلدية سان فرانسيسكو جورج ت. تشوبيلاس.
وعلى الرغم من أنها محكمة وهمية، إلا أن عددًا من المحامين والشخصيات البارزة المدنية قد احتجوا في القضايا، وظهروا على أنهم «شهود»، وظهروا أحياناً كشخصيات تاريخية. ويتم وصف إجراءات المحكمة بأنها ملونة وتتم على نطاق واسع.

## بعض الحالات
كانت أكثر الحالات المشهورة على نطاق واسع أمام محكمة المراجعة التاريخية في عام 1983، عندما قررت أن كعكة الحظ قد اخترعت في سان فرانسيسكو، وليس لوس أنجلوس. ووضع المشاركون «ماكياج أصفر» وارتدوا أزياء سماوية، وتحدثوا بالإنجليزية المبسطة بينما قدموا التاريخ الشفوي الكامن وراء قضية كل جانب”.
تتضمن الأحكام الأخرى من المحكمة ما يلي:
- حكم في عام 1983 بأن المارتيني قد تم اختراعه في سان فرانسيسكو وليس مارتينيز، كاليفورنيا القريبة. (وكان القرار قد «صدر» في وقت لاحق من قبل محكمة صورية أقل بروزًا في مارتينيز.) [2]
- حكم صدر في عام 1987 بأن حساء الدجاج يستحق سمعته بصفته «بنسلين يهوديًا»[3]
- حكم صدر في عام 1990 بأن أسطورة سندريلا أصلها في إيطاليا، وليس في فرنسا أو الصين أو الولايات المتحدة الأمريكية [4]
- حكم صدر في عام 1990 بأنه لم يكن هناك أية أدلة مادية لإثبات أن قصة اختطاف إيمي سيمبل مكفيرسون غير حقيقية.[5]
- حكم آخر صدر في عام 1990 بأن المؤلف الغامض داشيل هاميت قد عمل كمتحرٍّ سري لدى وكالة التحري الوطنية ببينكرتون[6]
- حكم صدر في عام 1993 بأن جو جاكسون الحافي لم يكن مذنبًا في فضيحة بلاك سوكس في عام 1919 [7]
- حكم آخر صدر في عام 1993 بأن إلفيس بريسلي كان في الحقيقة ميتًا[8]
- حكم صدر في عام 1997 بأن ليفتي أودول يستحق بأن يتم الاعتراف به في قاعة مشاهير لعبة البيسبول [9]